# Zeta dels Bessons
Zeta dels Bessons (ζ Gem Geminorum) és un estel de la constel·lació dels Bessons que es troba a uns 1200 anys llum del Sistema Solar. El seu nom tradicional, Mekbuda, prové de l'àrab Al-Maqbudah, «l'arpa del lleó», relacionat amb una figura àrab que ocupava aquesta regió del cel.

## Característiques
Zeta dels Bessons és un supergegant groc de tipus espectral G0Ib amb una temperatura efectiva aproximada de 5840 K. Gairebé 3000 vegades més lluminós que el Sol, el seu diàmetre és 65 vegades més gran el diàmetre solar. Té una massa cinc vegades major que la del Sol i una edat d'aproximadament 40 milions d'anys.
El principal interès de Zeta dels Bessons radica que és un variable cefeida, un dels pocs visibles a simple vista. L'astrònom Johann Friedrich Julius Schmidt va ser el primer que va advertir la seva variabilitat en 1847. La seva lluentor varia entre magnitud aparent +3,7 i +4,2 en un període de 10,139 dies. Igualment varien el seu tipus espectral i temperatura, entre 5300 i 5840 K. Aquest tipus de variable pulsant és especialment interessant, ja que el seu període està directament relacionat amb la seva lluminositat intrínseca. Un període més llarg implica una major lluminositat. Mesurant el període es pot conèixer la seva magnitud absoluta, i a partir d'aquesta la distància a la que es troba l'estel. És per això que les cefeides s'empren com a candeles estàndard per mesurar la distància d'objectes llunyans com a galàxies.
Zeta dels Bessons mostra un contingut metàl·lic igual al solar ([Fe/H) = 0,00). Entre els diversos elements avaluats, és el carboni el que presenta una abundància relativa menor ([C/H) = -0,22) —per sota del d'altres coneguts cefeides com η Aquilae o L Carinae—, mentre que, per contra, itri i sodi són sobreabundants en relació al Sol.
Un estel que s'observa a poc més d'1 minut d'arc de Zeta dels Bessons no és un company real, sinó que només està en la mateixa línia de visió. No obstant això, si existeix un company tènue no pot ser resolta visualment amb telescopi.